# Ga Khu Khot BTS

Bảng hiệu ga Khu Khot

Ga Khu Khot (tiếng Thái: สถานีคูคต, phát âm [sā.tʰǎː.nīː kʰūː kʰót]) là một ga BTS Skytrain, trên Tuyến Sukhumvit tại Pathum Thani), Thái Lan. Nhà ga thuộc phần mở rộng phía Bắc của Tuyến Sukhumvit và mở cửa ngày 16 tháng 12 năm 2020, như một phần của giai đoạn 4. Nó hiện tại là nhà ga BTS duy nhất nằm tại tỉnh này.